# Політ комах

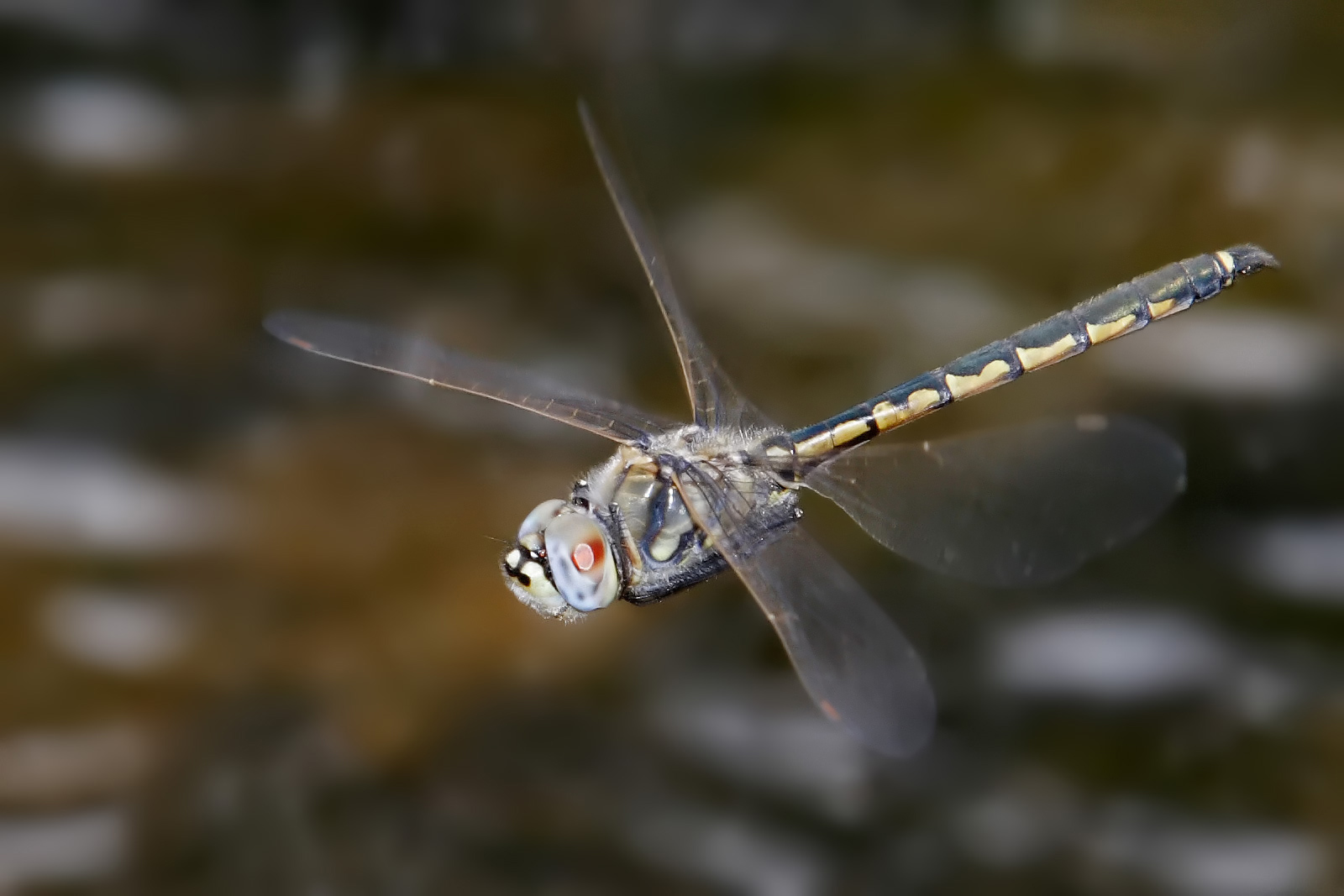
У бабки (Hemicordulia tau) польотні м'язи прикріплені прямо до крил.

Комахи — єдина група безхребетних тварин, яка розвинула крила і можливість літати. У двох груп комах — бабок і одноденок — м'язи для польоту напряму з'єднані із крилами. У інших комах м'язи приєднані до хітинового покриву і періодично деформують його, а вже це спричиняє махання крилами. Деякі дуже малі комахи не використовують аеродинаміку сталого стану, а використовують механізм хлопання і плескання Вейса-Фога[уточнити]. Деякі комахи можуть зависати в повітрі. У деяких комах, наприклад у молі, передні крила зчеплені з задніми і можуть працювати в унісон.
Комахи вперше злетіли в повітря в кам'яновугільному періоді, близько 350 мільйонів років тому. Крила могли розвинутися з бокових придатків кінцівок, що вже існували і мали нерви, суглоби та м'язи, що застосовувалися тоді для інших цілей. Спочатку вони могли використовуватися для плавання у воді або для вповільнення зниження при планеруванні.

## Механізм

### Прямий політ

Прямий політ: м'язі сполучені з крилами. Лише у великих комах.

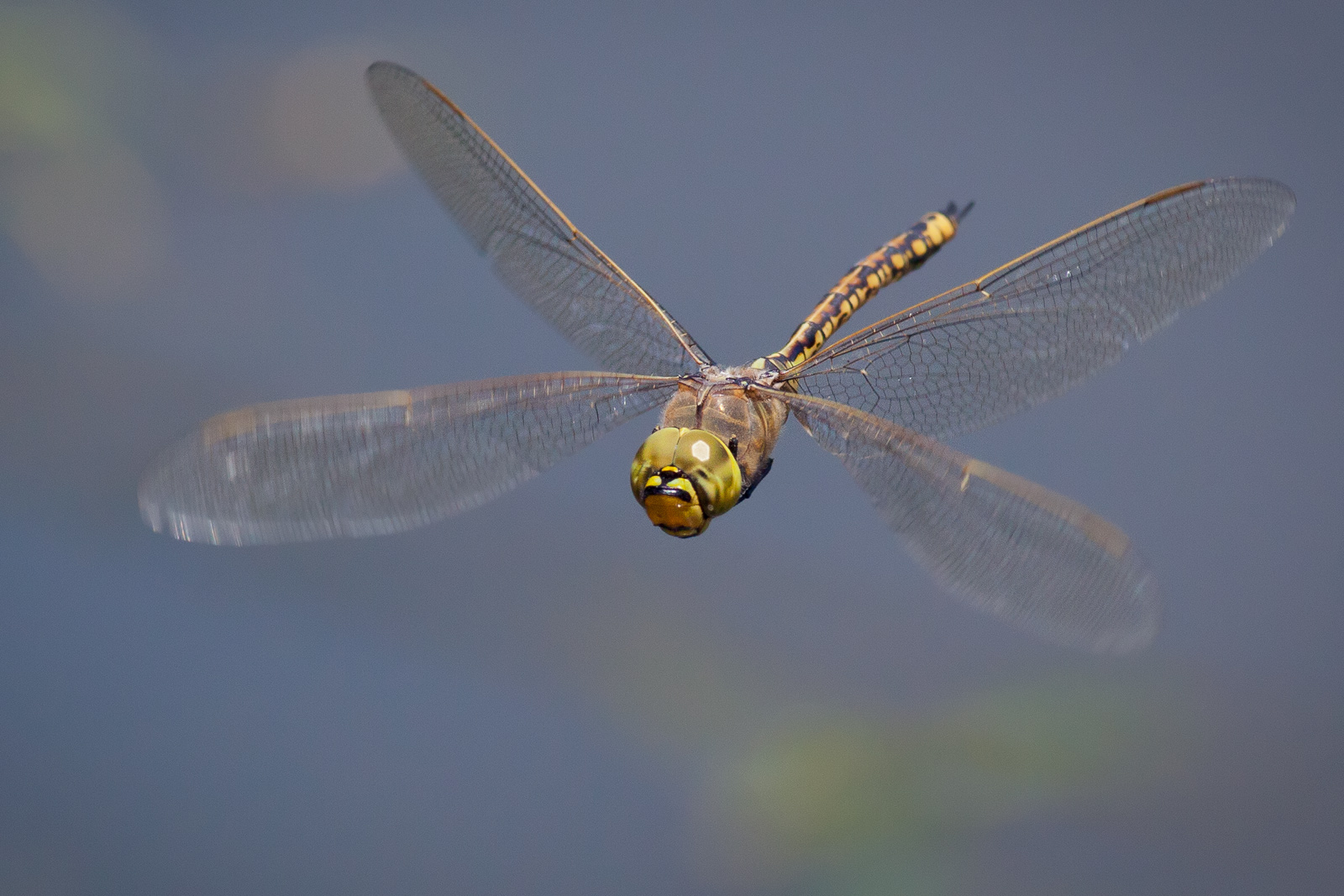
Польотні м'язи бабок напряму сполучені з крилами.

На відміну від інших комах, у одноденок (Ephemeroptera) і бабок (Odonata) м'язи крил прикріплені прямо до основи крил. Мале зміщення основи крила вниз рухає крило вгору (подібно до керування веслом). У бабок передні і задні крила подібні один до одного за формою і розміром, і кожне працює незалежно. Це дає можливість вправного керування і, як наслідок, маневреності: вони можуть змінювати швидкість і напрямок руху швидше за інших літаючих комах. Це не дивно, враховуючи що всі бабки є хижаками, і вони завжди полювали на інших літаючих комах.

### Непрямий політ

Непрямий політ: м'язи змушують рухатися кутикулу грудей. Притаманний більшості комах.

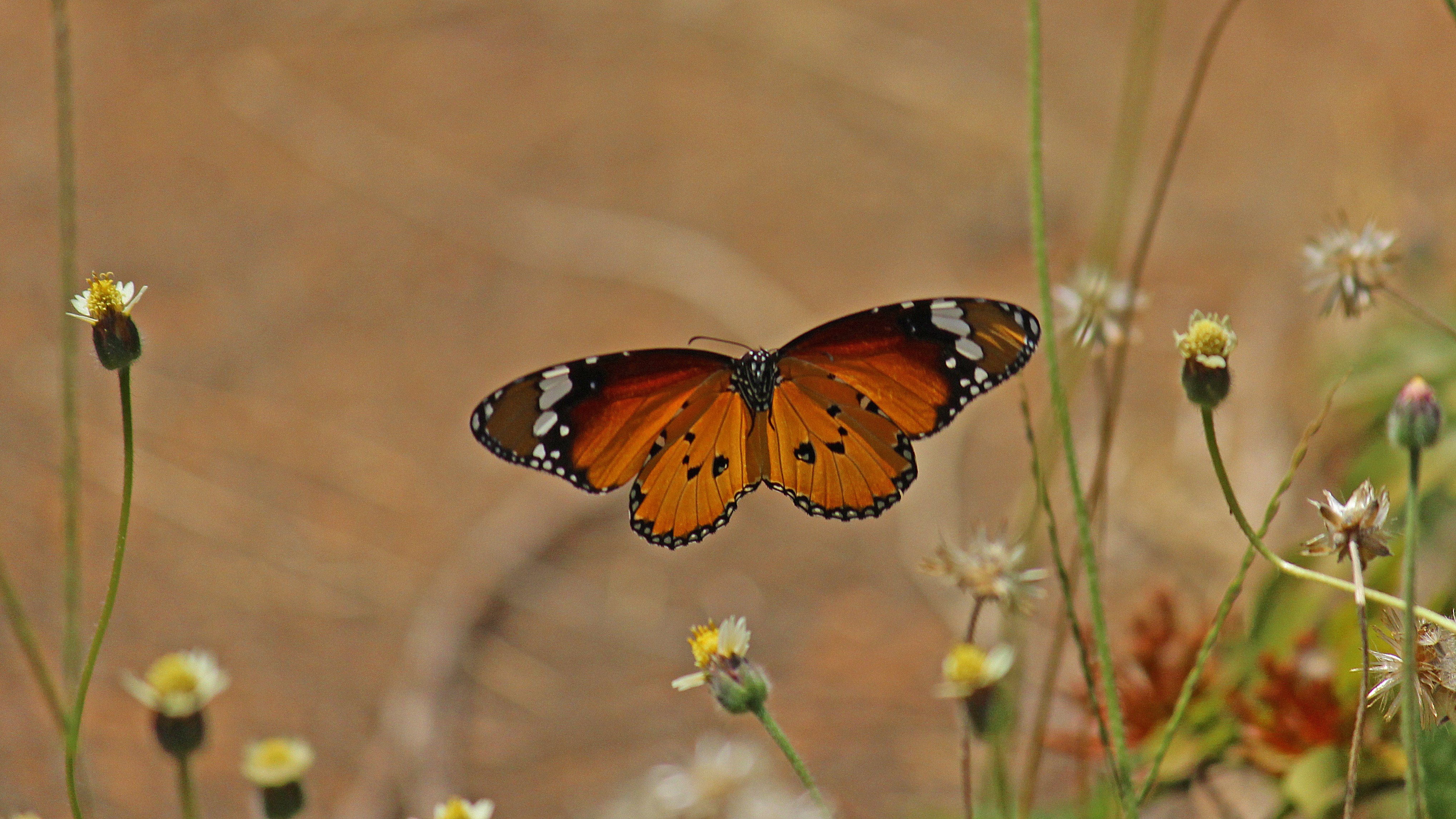
Новокрилі, що включають метеликів і більшість інших комах, мають непряме кріплення м'язів для польоту.

Всі сучасні крилаті комахи, крім бабок і одноденок, літають, застосовуючи інший механізм: у них польотні м'язи прикріплені непрямо. Цей механізм виник лише один раз і є визначальною рисою (синапоморфією) інфракласу новокрилих. У цій же групі (ймовірно, не випадково) з'явився механізм складання крил в стані спокою позаду над черевцем (у деяких комах, таких як метелики, ця здатність вторинно була втрачена).
У вищих комах із двома функціонуючими парами крил обидві пари механічно сполучені різними способами і функціюють як єдина пара. Примітивним групам комах це не притаманне. Існують винятки й серед розвинутих новокрилих комах; тонкопряд хмелевий може рухати парами крил незалежно, що дозволяє йому літати як бабка. Але у всіх новокрилих однаковий спосіб роботи м'язів грудей: ці м'язи, замість того щоб з'єднуватися з крилами, приєднані до покривів грудей і деформують їх. Це, в свою чергу, приводить до руху крил. Група поздовжніх дорсальних м'язів (спинних) стискає грудну клітину від переду до заду, приводячи до того, що дорсальна поверхня грудей (нотум) вигинається вгору, змушуючи крила опускатися вниз. Група тергостенальних м'язів (задніх грудей) повертає нотум вниз, що призводить до руху крил угору.
 В деяких груп комах мах вниз відбувається виключно завдяки пружній віддачі грудної клітини при розслабленні тергостенальних м'язів. В основі крил є кілька маленьких склеритів, до яких кріпляться спеціальні окремі м'язи. Вони потрібні для тонкого налаштування основи крил, аби змінювати нахил і амплітуду махів крила.

## Міф про неможливий політ джмеля
Існує добре відомий міф, що науковці одного часу ніби то довели факт, про те що джміль не повинен би був літати, і порушує відомі закони фізики. Міф з'явився після спроби розрахувати спрощеними загальновідомими методами політ джмеля, враховуючи площу крила і відносно велику вагу комахи.
Ця історія про те, що джмелі не повинні літати, виникла із дуже спрощеного розрахунку, який не враховує шорсткість та гнучкість їх крил. Крила джмеля вигинаються щоб утворити вихорі, що створюють підіймальну силу, при махах крила як вниз так і вверх, а повний аналіз його польоту повинен враховувати багато факторів: кут положення крила, деформацію аеродинамічні і інерційні сили що діють на крило, тощо. Для всіх параметрів ввели термін 'вектор тіла' - як такий, що визначає точну орієнтацію тіла комахи. Але навіть детальні моделі польоту джмеля є обмеженими, оскільки вони загалом основані на експериментах із прив'язаними джмелями, що поводять себе інакше.

## Методи дослідження
Дослідник Ліжанг Цзен із китайського університету Цінхуа, разом із своїми колегами розробили лазерну систему, що може точно вимірювати ключові параметри польоту будь-яких комах - їх 'вектор тіла' .
Існуючі методи вимірювання векторів тіла комах в вільному польоті передбачають, що крила комахи поводять себе симетрично, але це відбувається лише коли комаха летить по прямій лінії. Аби виміряти вектор тіла точніше, Цзен і колеги розробили техніку, що враховує реалістичніші не лінійні траєкторії польоту.
Дослідники закріпили дзеркальний елемент вагою всього в 0.8 міліграмів до тіла джмеля, в верхній частині між крилами. Джмеля випустили літати вільно в середині невеликої прозорої коробки, і освітили його зверху масивом із 49 лазерів. З тим як джміль змінював траєкторію руху і орієнтацію тіла, лазерні промені реєструвалися на трапецеподібному екрані над коробкою.
Синхронізовані камери над і по боках коробки записували положення джмеля, і це дозволило розрахувати кут відбиття лазерних променів, а потім і вектор тіла. В поєднанні із даними швидкості і прискорення, що записали камери, техніка дозволить біологам змоделювати політ комахи точніше ніж раніше.